# Zmarli we wrześniu 2021

## Wrzesień 2021
- 30 września
  - Lennart Åberg – szwedzki kompozytor i saksofonista jazzowy[1]
  - Luigi Conti – włoski duchowny katolicki, arcybiskup Fermo (2006–2017)[2]
  - Carlisle Floyd – amerykański kompozytor[3]
  - Grzegorz Janik – polski specjalista w zakresie kształtowania środowiska, prof. dr hab. inż.[4][5]
  - Czesław Lasota – polski aktor[6]
  - Henryk Majcherek – polski aktor[7]
  - José Pérez Francés – hiszpański kolarz szosowy[8]
- 29 września
  - Boris Arżanow – rosyjski aktor i reżyser[9]
  - Tomasz Grzegorczyk – polski prawnik, profesor zwyczajny nauk prawnych, sędzia Sądu Najwyższego[10]
  - Hayko – ormiański piosenkarz, reprezentant kraju w Konkursie Piosenki Eurowizji[11]
  - Bronius Kutavičius – litewski kompozytor[12]
  - Witold Milewski – polski architekt[13]
  - Maria Misiągiewicz – polska architektka, prof. dr hab. inż. arch.[14]
  - Alexandre José Maria dos Santos – mozambicki duchowny katolicki, franciszkanin, arcybiskup Maputo (1976–2003), kardynał[15]
  - Ivan Tasovac – serbski pianista i polityk, minister kultury (2013–2016)[16]
  - Konstanty Tukałło – polski chirurg, dr hab.[17]
- 28 września
  - Piotr Bratkowski – polski dziennikarz, krytyk literacki, publicysta[18]
  - Jerzy Gwiaździński – polski ekonomista i działacz państwowy, wiceprzewodniczący Komisji Planowania przy Radzie Ministrów (1981–1987)[19]
  - Wiktor Masłowski – polski lekarz anestezjolog, menedżer i urzędnik państwowy, w latach 2003–2004 podsekretarz stanu w Ministerstwie Zdrowia[20][21]
  - Achille Pace – włoski malarz[22]
  - Michael Tylo – amerykański aktor[23]
- 27 września
  - François Florent – francuski aktor[24]
  - Roger Hunt – angielski piłkarz, mistrz świata (1966)[25]
  - Bengt K.Å. Johansson – szwedzki polityk i urzędnik państwowy, minister ds. konsumentów (1985–1988) i administracji publicznej (1988–1991)[26]
  - Józef Leszczyński – polski polityk, wieloletni działacz NSZZ Rolników Indywidualnych „Solidarność”[27][28]
- 26 września
  - José Freire Falcão – brazylijski duchowny katolicki, arcybiskup Teresiny (1971–1984) i Brasílii (1984−2004), kardynał[29]
  - George Frayne – amerykański wokalista i klawiszowiec country rockowy[30]
  - Siarhiej Hierasimiec – białoruski piłkarz, trener[31]
  - Alan Lancaster – brytyjski wokalista, basista, współzałożyciel i członek zespołu Status Quo[32]
  - Marek Lemberger – polski geolog, dr hab.[33]
- 25 września
  - Théoneste Bagosora – rwandyjski wojskowy, polityk, organizator rzezi Tutsi[34]
  - Henryk Filipski – polski żołnierz konspiracji niepodległościowej w czasie II wojny światowej, uczestnik powstania warszawskiego, kawaler orderów[35]
  - Mieczysław Janowski – polski aktor[36]
  - Zenon Lissek – polski piłkarz[37]
  - Józef Rusak – polski wojskowy, żołnierz Armii Krajowej, kawaler orderów[38]
  - Joachim Szlosarek – polski piłkarz[39][40]
  - Mohamed Mehdi Yaghoubi – irański zapaśnik[41]
  - Jan Wojtala – polski generał dywizji[42]
- 24 września
  - Eugeniusz Faber – polski piłkarz[43]
  - Talat Iqbal – pakistański aktor[44]
  - Raymundo Joseph Peña – amerykański duchowny katolicki, biskup Brownsville (1994–2009)[45]
  - Medard Plewacki – polski aktor[46]
  - Paul Quilès – francuski inżynier, polityk, minister spraw wewnętrznych (1992–1993), minister obrony (1985–1986)[47]
  - Alexander Ruthven – brytyjski arystokrata i polityk[48]
  - Staffan Skott – szwedzki dziennikarz, pisarz, tłumacz[49]
  - Jorge Velasco Mackenzie – ekwadorski pisarz[50]
- 23 września
  - Lucyna Adamkiewicz – polska uczestniczka II wojny światowej, łączniczka w trakcie powstania warszawskiego, więźniarka niemieckich obozów koncentracyjnych[51]
  - Kjell Askildsen – norweski pisarz[52]
  - Zbigniew Galperyn – polski ekonomista i działacz kombatancki, prezes Związku Powstańców Warszawskich[53]
  - Paweł Izdebski – polski psycholog, dr hab.[54]
  - Edward Janiak – polski duchowny katolicki, biskup pomocniczy wrocławski (1996–2012), biskup kaliski (2012–2020)[55]
  - Marian Jóźwiak – polski działacz ludowy i państwowy, wicewojewoda (1985–1987) i wojewoda kaliski (1987–1990)[56]
  - Nenad Nenadović – serbski aktor[57]
  - Mervyn Taylor – irlandzki prawnik, polityk, minister pracy (1993–1994)[58]
  - Sue Thompson – amerykańska piosenkarka country[59]
  - Jorge Urosa Savino – wenezuelski duchowny katolicki, arcybiskup Caracas (2005–2018), kardynał[60]
  - Nino Vaccarella – włoski kierowca wyścigowy[61]
- 22 września
  - Abd al-Kadir Bensalah – algierski polityk, przewodniczący Rady Narodu (2002–2019), p.o. prezydent Algierii (2019)[62]
  - Olga Borisowa – bułgarska piosenkarka folkowa[63]
  - Odile Caradec – francuska poetka[64]
  - Lech Gwit – polski aktor[65]
  - Orlando Martínez – kubański bokser, mistrz olimpijski (1972)[66]
  - Roger Michell – brytyjski reżyser filmowy[67]
  - Ulf Nilsson – szwedzki pisarz, autor książek dla dzieci i młodzieży[68]
  - Józef Zbigniew Polak – polski architekt, uczestnik powstania warszawskiego, kawaler Orderu Virtuti Militari[69]
  - Bernard Sesboüé – francuski jezuita, teolog[70]
  - Jan Stanienda – polski skrzypek, kameralista[71]
  - Matthew Strachan – brytyjski kompozytor[72]
  - Jüri Tamm – estoński lekkoatleta, młociarz, dwukrotny medalista olimpijski (1980, 1988), polityk[73]
  - Gerhard Bernhard Winkler – austriacki duchowny rzymskokatolicki, cysters i historyk Kościoła[74]
- 21 września
  - Aharon Abuchacira – izraelski polityk, minister spraw religijnych (1977–1981), minister absorpcji imigrantów (1981–1982), poseł do Knesetu (1974–1992)[75]
  - Bezczel – polski raper, członek zespołu Fabuła[76]
  - Romano Fogli – włoski piłkarz, trener[77]
  - Willie Garson – amerykański aktor[78]
  - John McCormack – amerykański duchowny katolicki, biskup Manchesteru (1998–2011)[79]
  - Peter Palmer – amerykański aktor[80]
  - Anthony Pilla – amerykański duchowny katolicki, biskup Cleveland (1980–2006)[81]
  - Melvin Van Peebles – amerykański pisarz, reżyser i scenarzysta filmowy[82]
  - Muhammad Husajn Tantawi – egipski wojskowy, polityk, minister obrony i dowódca sił zbrojnych (1991–2012), p.o. prezydenta Egiptu (2011–2012)[83]
  - Władysław Zieleśkiewicz – polski historyk sportu[84]
- 20 września
  - Jackie De Caluwé – belgijski piłkarz[85]
  - Roland Jaccard – szwajcarski pisarz i dziennikarz[86]
  - Jan Jindra – czeski wioślarz, mistrz olimpijski (1952)[87]
  - Aloys Jousten – belgijski duchowny katolicki, biskup Liège (2001–2013)[88]
  - Jerzy Kukulski – polski historyk, dr hab., Honorowy Obywatel Piotrkowa Trybunalskiego[89]
  - Claude Lombard – belgijska piosenkarka[90]
  - Helmut Oberlander – niemiecki zbrodniarz wojenny, w czasie II wojny światowej członek Einsatzgruppen[91]
  - Julz Sale – angielska wokalistka i gitarzystka[92]
  - Wojciech Wolski – polski specjalista w zakresie geotechniki i melioracji, prof. zw. dr. hab. inż., działacz kombatancki[93][94]
  - Ken Worden – angielski piłkarz i trener[95]
- 19 września
  - Sylvano Bussotti – włoski kompozytor, reżyser teatralny[96]
  - Jimmy Greaves – angielski piłkarz, napastnik. Mistrz świata z roku 1966[97][98]
  - Ireneusz Kozera – polski promotor kultury, dyrektor Filharmonii Częstochowskiej im. Bronisława Hubermana[99][100]
  - Mieczysław Kubala – polski inżynier, specjalista w zakresie komunikacji, współprojektant Dworca autobusowego w Kielcach[101]
  - Joan Martínez Vilaseca – hiszpański piłkarz i trener[102]
  - Jerzy Targalski – polski historyk, publicysta, działacz opozycyjny z okresu PRL[103]
  - Max Wiltshire – walijski rugbysta[104]
- 18 września
  - Zofia Bielewicz – polska aktorka[105]
  - Mario Camus – hiszpański reżyser i scenarzysta filmowy[106]
  - Anna Chromy – czeska malarka i rzeźbiarka[107]
  - Aquilino Duque – hiszpański pisarz i poeta[108]
  - Mick McGinty – amerykański artysta[109]
  - Chris Anker Sørensen – duński kolarz szosowy, olimpijczyk[110]
  - Paweł Soszyński – polski pisarz, kulturoznawca, krytyk teatralny[111]
  - Wilhelmina Wosińska – polski psycholog, prof. dr hab.[112][113]
- 17 września
  - Abd al-Aziz Buteflika – algierski polityk, minister spraw zagranicznych (1963–1979), prezydent Algierii (1999–2019)[114]
  - Alfred Miodowicz – polski polityk i działacz związkowy, poseł na sejm PRL[115]
  - Marcin Niedziela – polski samorządowiec, starosta oświęcimski[116]
  - Ronald Paris – niemiecki malarz[117]
  - Alfonso Sastre – hiszpański pisarz[118]
  - Paweł Tartanus – polski muzyk jazzowy, członek zespołów Hagaw, Gold Washboard i Old Timers[119]
  - Michał Turkiewicz – polski polityk, poseł na Sejm IV kadencji[120]
- 16 września
  - Alex Alemany – hiszpański malarz[121]
  - Lou Angotti – kanadyjski hokeista[122]
  - Gerard Czaja – polski polityk, senator V kadencji[123][124]
  - Zbigniew Filipiak – polski żużlowiec[125][126]
  - Dušan Ivković – serbski koszykarz i trener koszykarski[127]
  - Geir Johnson – norweski kompozytor i dyrygent[128]
  - Casimir Oyé-Mba – gaboński polityk, premier Gabonu (1990–1994)[129]
  - Jane Powell – amerykańska aktorka, piosenkarka, tancerka[130]
  - Andrzej Rybczyński – polski fotoreporter i artysta fotografik[131]
  - Clive Sinclair – brytyjski informatyk, konstruktor, wynalazca[132]
- 15 września
  - Philippe Adrien – francuski aktor[133]
  - Norman Bailey – amerykański śpiewak operowy, pochodzenia brytyjskiego[134]
  - Grażyna Cywińska-Wasilewska – polska lekarka, specjalista rehabilitacji medycznej, dr hab.[135]
  - Alfred Janc – polski ekonomista, prof. dr hab.[136]
  - Justin Javorek – słowacki piłkarz i trener[137]
  - Žana Lelas – chorwacka koszykarka, srebrna medalistka igrzysk olimpijskich (1988)[138]
  - Marthe Mercadier – francuska aktorka[139]
  - Gavan O'Herlihy – amerykański aktor[140]
  - Wincenty Edmund Pawlaczyk – polski polityk, działacz społeczny, samorządowy, harcerski oraz działacz opozycji w okresie PRL[141][142][143]
- 14 września
  - David Yonggi Cho – południowokoreański duchowny zielonoświątkowy, ewangelista, starszy pastor, założyciel Kościoła Pełnej Ewangelii Yoido[144]
  - Wiktor Kazancew – rosyjski dowódca wojskowy, generał armii[145]
  - Jan Kucz – polski rzeźbiarz i pedagog[146]
  - Ladislav Lubina – czeski hokeista[147]
  - Norm Macdonald – kanadyjski aktor, artysta kabaretowy[148]
  - Antonio Martínez Sarrión – hiszpański poeta i tłumacz[149]
  - Katarzyna Nowak-Zagórska – polska malarka[150][151]
  - Guillermo Ortiz Mondragón – meksykański duchowny katolicki, biskup[152]
  - Ryszard Rogala – polski specjalista w zakresie budownictwa wodnego, prof. zw. dr inż., prorektor Politechniki Wrocławskiej[153]
  - Jurij Siedych – ukraiński lekkoatleta, młociarz, mistrz olimpijski (1976, 1980)[154]
  - Celso Silveira Mello – brazylijski przedsiębiorca i miliarder[155]
  - Eliot Wadopian – amerykański kontrabasista, laureat nagrody Grammy[156]
- 13 września
  - Don Collier – amerykański aktor[157]
  - Antony Hewish – brytyjski astrofizyk i radioastronom, laureat Nagrody Nobla w dziedzinie fizyki (1974)[158]
  - Borisav Jović – serbski polityk komunistyczny, prezydent Jugosławii (1990–1991)[159]
  - Krystyna Kołodziejczyk – polska aktorka[160]
  - Henryk Malecha – polski aktor[161][162]
  - Leroy Sherrier Lewis – kostarykański piłkarz i trener piłkarski[163]
  - Amédée Turner – brytyjski polityk i prawnik, eurodeputowany (1979–1994)[164]
  - George Wein – amerykański pianista jazzowy[165]
  - Stefan Żynda – polski geograf, prof. dr hab.[166]
- 12 września
  - Fran Bennett – amerykańska aktorka[167]
  - Carlo Chendi – włoski scenarzysta i autor komiksów[168]
  - Teofil Hernik – polski działacz sportowy, prezes FKS Stal Mielec[169][170]
  - Michel Maïque – francuski rugbysta i polityk[171]
  - Nicolás Naranjo – argentyński kolarz[172]
  - Jan Skowron – polski żołnierz francuskiego ruchu oporu i pułkownik dyplomowany LWP, dyplomata, kawaler orderu Virtuti Militari[173]
  - John Shelby Spong – amerykański biskup Kościoła episkopalnego, w latach 1979–2000 biskup w Newark[174]
  - Teresa Szafrańska – polska działaczka opozycji w okresie PRL, dama orderów[175][176]
  - Fabio Taborre – włoski kolarz szosowy[177]
  - Joanis Teonas – grecki związkowiec i polityk, deputowany europejski (1994–2001) i krajowy (2015)[178]
  - Loris Voltolini – chorwacki dyrygent[179]
- 11 września
  - Carlo Alighiero – włoski aktor i reżyser[180]
  - Abimael Guzmán – peruwiański terrorysta, przywódca radykalnie lewicowej partyzantki Świetlisty Szlak[181]
  - Józef Korpanty – polski filolog klasyczny, znawca literatury i kultury antycznej, prof. dr hab.[182]
  - Stanisław Lisiecki – polski socjolog, dr hab.[183]
  - Giulia Daneo Lorimer – włoska skrzypaczka[184]
  - Maria Mendiola – hiszpańska piosenkarka, współzałożycielka i wokalistka zespołu Baccara[185]
  - Radmilo Pavlović – serbski piłkarz[186]
  - Phùng Quang Thanh – wietnamski generał, minister obrony (2006-2016)[187]
  - Nicolás Villamil – argentyński piłkarz[188]
- 10 września
  - Charles Konan Banny – iworyjski polityk, w latach 2005–2007 premier Wybrzeża Kości Słoniowej[189]
  - Aniceta Teresa Borowska – polska zakonnica rzymskokatolicka, przełożona generalna Zgromadzenia Sióstr Matki Bożej Loretańskiej (2017–2021)[190]
  - Manuel Calvo Fernández – hiszpański bokser[191]
  - Gary Hughes – kanadyjski hokeista i trener[192]
  - Jorge Sampaio – portugalski polityk, prawnik i samorządowiec, w latach 1996–2006 prezydent Portugalii[193]
  - Lars-Henrik Schmidt – duński filozof[194]
  - Gordon Spice – brytyjski kierowca wyścigowy[195]
  - José Verón Gormaz – hiszpański poeta i fotograf[196]
- 9 września
  - Borhane Alaouié – libański reżyser filmowy[197]
  - Jan Beszta-Borowski – polski polityk, rolnik, działacz opozycji w okresie PRL, poseł na Sejm X kadencji[198]
  - Urbain Braems – belgijski piłkarz i trener[199]
  - Marian Duś – polski duchowny katolicki, biskup pomocniczy warszawski (1986–2013)[200]
  - Caspar Einem – austriacki polityk, minister spraw wewnętrznych (1995–1997)[201]
  - Wiesław Gołas – polski aktor[202]
  - Kazimierz Jeleń – profesor, fizyk[203]
  - Wojciech Jurasz – polski architekt[204][205]
  - Jan Karwowski – polski ekonomista, prof. dr hab.[206]
  - Andrzej Lewandowski – polski operator dźwięku[207]
  - Tarcísio Padilha – brazylijski filozof[208]
  - Danilo Popivoda – słoweński piłkarz, trener[209]
  - Anna Szulc – polska dziennikarka, laureatka nagrody Grand Press[210]
  - Janina Maria Wojciechowska – polska specjalistka w zakresie prawa karnego, prof. dr hab.[211][212]
- 8 września
  - Sir Antony Acland – brytyjski dyplomata, ambasador Wielkiej Brytanii w Stanach Zjednoczonych (1986–1991)[213]
  - Kosta Bunuševac – serbski malarz[214]
  - Gérard Farison – francuski piłkarz[215]
  - Franco Graziosi – włoski aktor[216]
  - Jerzy Konarski – polski chemik, prof. dr hab.[217]
  - Guido Lanfranco – maltański pisarz i folklorysta[218]
  - Uno Loop – estoński piosenkarz i muzyk[219]
  - Juan Guillermo López Soto – meksykański duchowny katolicki, biskup[220]
  - Dietmar Lorenz – niemiecki judoka[221]
  - Art Metrano – amerykański aktor[222][223]
  - Jordi Rebellón – hiszpański aktor[224]
  - Neddy Smith – australijski seryjny zabójca[225]
  - Bart Sosnowski – polski wokalista bluesowy, kompozytor, gitarzysta[226]
  - Mieczysław Szargan – polski poeta, prozaik, aktor, reżyser teatralny oraz redaktor łódzkiej telewizji[227]
  - Antoni Tołkaczewski – polski pływak, prawnik, olimpijczyk z Helsinek 1952[228][229]
  - Jewgienij Ziniczew – rosyjski generał armii, minister Obrony Cywilnej, Sytuacji Nadzwyczajnych i Likwidacji Skutków Katastrof Naturalnych Federacji Rosyjskiej[230]
- 7 września
  - Karol Bujak – polski specjalista w zakresie agronomii, prof. dr hab.[231]
  - Jahangir Butt – pakistański hokeista na trawie, mistrz olimpijski (1968)[232]
  - Ela Calvo – kubańska piosenkarka[233]
  - François Favreau – francuski duchowny katolicki, biskup[234]
  - Koes Hendratmo – indonezyjski piosenkarz i osobowość telewizyjna[235]
  - Daikichi Irokawa – japoński historyk[236]
  - Lidia Noroc-Pinzaru – mołdawska aktorka[237]
  - Józef Tarnowski – polski muzykant, członek Kapeli Braci Tarnowskich[238][239]
  - Ameer Zaman – pakistański polityk, minister komunikacji (2017–2018)[240]
- 6 września
  - Jean-Pierre Adams – francuski piłkarz pochodzenia senegalskiego[241]
  - Billy Apple – nowozelandzki malarz i rzeźbiarz[242]
  - Claude-Joseph Azéma – francuski duchowny katolicki, biskup pomocniczy Montpellier w latach 2003–2018[243]
  - Adam Baumann – polski aktor[244]
  - Jean-Paul Belmondo – francuski aktor[245]
  - Andrzej Bukowski – polski chemik[246]
  - Nino Castelnuovo – włoski aktor[247]
  - Wiesław Hudon – polski fotograf i wykładowca akademicki[248]
  - Irma Kalish – amerykański scenarzystka i producentka telewizyjna[249]
  - Tomasz Knapik – polski lektor filmowy, radiowy i telewizyjny[250]
  - Mieczysław Korczak – polski stomatolog, pułkownik WP w stanie spoczynku, żołnierz AK, Honorowy Obywatel Miasta Tarnowa[251][252]
  - Stanisław Polański – polski zootechnik, twórca, profesor nadzwyczajny i rektor Podkarpackiej Szkoły Wyższej im. bł. ks. Władysława Findysza w Jaśle[253][254]
  - Agron Rrapushi – albański siatkarz i działacz sportowy[255]
  - Adlai Stevenson III – amerykański polityk[256]
  - Károly Vass – węgierski piłkarz ręczny[257]
  - Iván Vitányi – węgierski polityk i filozof[258]
  - Jadwiga Wajszczuk – polska filolożka, dr hab.[259]
  - Michael K. Williams – amerykański aktor[260]
  - Severian Yakymyshyn – kanadyjski duchowny Kościoła katolickiego obrządku bizantyjsko-ukraińskiego, bazylianin, w latach 1995–2007 eparcha New Westminster[261]
- 5 września
  - Mick Brigden – angielski menadżer artystyczny[262][263]
  - Ion Caramitru – rumuński aktor i polityk, minister kultury (1996–2000)[264]
  - Sándor Egeresi – serbski polityk pochodzenia węgierskiego[265]
  - Sarah Harding – brytyjska piosenkarka, członkini zespołu Girls Aloud[266]
  - Jan Hecker – niemiecki prawnik i dyplomata, ambasador Niemiec w Chinach (2021)[267]
  - Jonasz (Lwanga) – ugandyjski duchowny prawosławny, od 1997 metropolita Kampali[268]
  - Matej Marin – słoweński kolarz szosowy[269]
  - Ivan Patzaichin – rumuński kajakarz, kanadyjkarz[270]
  - Živko Radišić – bośniacki politolog, polityk, burmistrz Banja Luki (1977–1982), minister obrony (1982–1985), przewodniczący Prezydium Bośni i Hercegowiny (1998–1999 i 2000–2001)[271]
  - Tony Selby – angielski aktor[272]
  - Kazimierz Targosz – polski dziennikarz prasowy[273][274]
- 4 września
  - Florian Buks – polski przedsiębiorca i dyplomata, dyrektor Warszawskiego Biura Handlowego w Tajpej (1995–2001)[275]
  - Gerhard Erber – niemiecki pianista i wykładowca akademicki[276]
  - Rune Gerhardsen – norweski polityk[277]
  - Albert Giger – szwajcarski biegacz narciarski[278]
  - Abdul Amir Kabalan – duchowny szyicki, wiceprzewodniczący libańskiej Wyższej Rady Szyickiej[279]
  - Christian Lenglolo – kameruński piłkarz[280]
  - Willard Scott – amerykański prezenter pogody[281]
  - Zofia Mycielska-Golik – polska redaktorka, znana z zaangażowania w promocję i upamiętnienie dorobku Zygmunt Mycielskiego[282]
  - Józef Nyka – polski alpinista, taternik, autor przewodników[283]
- 3 września
  - Ljubo Bešlić – bośniacki polityk[284]
  - Hassan Firouzabadi – irański generał, szef sztabu armii irańskiej (1989–2016)[285]
  - Léonard Groguhet – iworyjski aktor i komik[286]
  - Barbara Inkpen – brytyjska lekkoatletka, specjalistka skoku wzwyż[287]
  - Yolanda López – amerykańska malarka i producentka filmowa[288]
  - Sérgio Mamberti – brazylijski aktor[289]
  - Attilio Maseri – włoski kardiolog[290]
  - Bernadetta Matuszczak – polska kompozytorka[291]
  - Enrique Molina – kubański aktor[292]
  - Izabela Pieczara – polska dziennikarka, autorka programów telewizyjnych[293]
  - Kazimierz Przewłocki – profesor, fizyk[294]
  - Igor Sampaio – portugalski aktor[295]
- 2 września
  - Michel Corboz – szwajcarski dyrygent[296]
  - Manuel Soares Costa – portugalski polityk, minister rolnictwa (1983–1984)[297]
  - Wiesław Grabek – polski zawodnik i trener kolarski[298]
  - Vladimír Hubáček – czechosłowacki kierowca wyścigowy i rajdowy[299]
  - Mustafa Hysi – albański piłkarz i trener[300]
  - Aidyn Ibragimow – radziecki zapaśnik walczący w stylu wolnym[301]
  - Margaret Loughrey – północnoirlandzka multimilionerka[302]
  - Andrzej Lutomski – polski trener i działacz żeglarski[303][304]
  - Josephine Medina – filipińska niepełnosprawna tenisistka stołowa[305]
  - Teodor Musiew – bułgarski pianista[306]
  - Isabel da Nóbrega – portugalska pisarka[307]
  - David Patten – amerykański futbolista[308]
  - Maher Salim – egipski aktor[309]
  - Siddharth Shukla – indyjski aktor[310]
  - Zdzisław Sochacki – polski duchowny rzymskokatolicki, kawaler orderów[311]
  - Grzegorz Stępień – polski tenisista stołowy[312]
  - Albert Stoma – polski nauczyciel i samorządowiec, wieloletni dyrektor XXXIII Liceum Ogólnokształcącego w Warszawie, burmistrz Bemowa[313]
  - Mikis Theodorakis – grecki kompozytor[314]
- 1 września
  - Adalberto Álvarez – kubański pianista[315]
  - Jacek Bednarczyk – polski fotoreporter[316]
  - Zofia Bigosowa (właśc. Zofia Stachoń-Bigos), celebrytka i działaczka społeczna[317][318][319]
  - Jean-Denis Bredin – francuski prawnik i pisarz[320]
  - Daffney – amerykańska wrestlerka[321]
  - José Goncalves Heleno – brazylijski duchowny rzymskokatolicki, biskup Governador Valadares[322]
  - Catherine MacPhail – szkocka pisarka[323]
  - Zygmunt Raźniak – polski boss mafijny, jeden z liderów gangu pruszkowskiego[324][325]
  - Juan Rodríguez – chilijski piłkarz[326]
  - Tadeusz Rynkiewicz – polski zawodnik i trener kajakarstwa, działacz sportowy, nauczyciel akademicki[327][328]
  - Leopoldo Serantes – filipiński bokser kategorii papierowej[329]
  - Sid Watson – angielski piłkarz[330]
- data dzienna nieznana
  - Małgorzata Kołowska – polska dziennikarka[331]
  - Piotr Kurowski – polski zawodnik mieszanych sztuk walki (MMA) oraz jiu-jitsu[332]
  - Bronisław Mikita – polski dyrygent[333]
  - Marek Oczkowski – polski kierowca rajdowy[334]
  - Jan Piecyk – polski piłkarz[335]